# Пам'ятник Теодоросу Колокотронісу (Афіни)
Пам'ятник Теодоросу Колокотронісу — кінний пам'ятник грецькому полководцю, генералу періоду національно-визвольної революції 1821-29 років Теодоросу Колокотронісу в столиці Греції місті Афінах; один з найгарніших міських монументів.

## Розташування та історія встановлення
Афінський пам'ятник Теодоросу Колокотронісу розміщений на невеликому майданчику перед будівлею Національного історичного музею (так званий Старий грецький парламент) на вулиці Стадіу в центрі міста.
Автор пам'ятника — грецький скульптор Лазарос Сохос створив скульптуру грецького національного героя в 1900 році у Парижі.
Встановили ж пам'ятник Теодоросу Колокотронісу на його теперішньому місці в 1904 році.

## Опис
Пам'ятник Теодоросу Колокотронісу в Афінах являє собою бронзову скульптуру Теодороса Колокотроніса (збільшену ніж у натуральний розмір) на коні, встановлену на високий прямокутний із однією заокругленою стороною мармуровий постамент, доповнений декором і ступінчастим стилобатом.
Постамент пам'ятника прикрашений, зокрема, рельєфом сцен битви під Дервакіоном та засіданнями Пелопоннесського сенату під час Грецької революції.
Національний герой зображений сповненим упевненості і доблесті. Пам'ятник встановлено таким чином, що голова та погляд Колокотроніса звернені до палацу Грецького парламенту, а правиця вказує у протилежний бік, де впродовж XIX століття розташовувались королівські стайні. З цього приводу в Афінах виник популярний політичний жарт: начебто, революційний генерал вказує парламентарям, що з причини їхньої лояльності та цілковитої відданості монархові, їм по праву належить засідати не в розкошах, а саме в стайні.